# Komorani
Komorani su manje selo u opštini Livno, u jugozapadnom delu Bosne i Hercegovine. Smešteni su uz magistralni put Livno — Split, sred Livanjskog polja, gde se ravnica naglo širi u gotovo nepregledno prostranstvo plodnih oranica i livada (Dubočice, Table). Nekada sastavljeno od pedesetak domaćinstava, danas broji oko 40 porodica sa upola manjim brojem stanovnika nego pre 30 godina. Veliki deo bivših stanovnika sela živi i radi u Nemačkoj ili Hrvatskoj. Većina današnjih stanovnika se bavi stočarstvom i zemljoradnjom. Do samostalnosti Hrvatske i BiH odnosno do uspostavljanja državnih granica, selo je bilo poznato po proizvodnji kvalitetnog livanjskog sira, dok se sada ta poznata delikatesa proizvodi isključivo za lične potrebe. Selo je zbijenog tipa, od puta se pružilo u polje uz potok.

## Naziv sela
Za postanak naziva sela nema jasnih indicija niti dokaza. Neki veruju da naziv Komorani dolazi od naziva Konjari, jer je nekad u selu zaista bilo puno konja. Drugi opet misle da je ime vezano za iskop uglja lignita koji se u blizini sela u Livanjskom polju pronalazi na dubini od svega 2-3 metra (komorati = rudari). Jedno istoimeno selo se nalazi i na Kosovu.

## Narodni govor
Svi meštani govore štokavskom ikavicom, odnosno bosansko-dalmatinskim dijalektom.

## Stanovnici

### Službeni popis stanovnika (1991)
| Narodnost   | Brojnost | %     |
| Hrvati      | 117      | 48,15 |
| Bošnjaci    | 107      | 44,03 |
| Srbi        | 17       | 7,00  |
| Jugosloveni | 2        | 0,82  |

Komorane naseljavaju stare livanjske bošnjačke i hrvatske porodice, odnosno rodovi: Borić, Baljak, Drinovac, Kalender, Milak, Muftić, Nuhbegović, Perajica, Teklić i Vrdoljak, te jedna srpska porodica Radić. Retko se spominje, a vredno je naglasiti dobre međunacionalne i međuverske odnose, što je došlo do izražaja kako u Drugom svetskom, tako i u poslednjem ratu. Selo osim katoličke kapelice u kojoj se održava liturgija nekoliko puta godišnje, nema drugih sakralnih objekata.
Hrvatski rodovi su su:
- DRINOVCI — preselili iz Gubera. Starinom su iz Drinovaca kod Ljubuškog
- PERAJICE — preselili iz Orguza
- ŠIŠKE — iz Studenaca u Dalmaciji
- TEKLIĆI — preselili iz Ćaića
- VRDOLJACI -iz Dalmacije
- ŽULJEVIĆI — iz Otoka kod Sinja

Bošnjački rodovi su:
- BALJCI — preselili iz Bile 1878. godine
- BORIĆI — pamte da su doselili iz Trilja kod Sinja početkom XVII veka u grad Livno, nakon mletačkog osvajanja Dalmacije. U gradu je, sredinom XVIII veka, živeo Šabanaga Borić, utemeljilac jednog Dar-ul Hadisa. Na padinama Dinare, severoistočno od Sinja, postoji selo Borići. U selu ih drže za akrame (posednike), što su zaista bili. Imali su veoma krupne posede na području Komorana, Gubera, i Grboreza, do Lusnića na drugoj strani polja. Porodica je doselila u Komorane u XIX veku iz grada Livna i izgradila ovde tvrdu kulu, od koje su ostale samo ruševine. Druge su im kule stajale u Livnu i između Piragića Doca i Rapovina. Danas je ostala samo jedna kuća Borića;
- GRAHE — Hasan Graho preselio je ovde iz Ćaića.
- DIZDARI — odselili u Piragića Dolac
- KALENDERI — doseljeni iz Livna. Drže da su starinom iz Turske
- MILACI — preselili iz Lusnića. Jedna kuća Milaka u Komoranima bila je kmetsko selište koje su posedovali Borići
- MUFTIĆI — preselili iz Zabrišća
- NUHBEGOVIĆI — preselili iz Podhuma
- ŠEHIĆI — preselili iz Velikog Gubera. Živeli su na kmetskom selištu čiji su vlasnici Borići
- TUCAK (TUČO) — u XIX veku odselili u Jakir i Vidimlije u Glamočkom polju

U selu žive ovi Srbi ikavci:
- RADIĆI — doselili iz Glamoča 1946. godine
- ŽDERE — preselili iz Gubera. Podreklom iz Dalmacije. U poslednjem ratu iselili u Banjaluku.

## Fenomen groblja
Iako u Komoranima postoje dva stara groblja u njih se nikada nisu ukopavali meštani ovog sela. Do izgradnje novog katoličkog groblja sa kapelicom (renovirana 2008-2010 godine), sve tri veroispovesti su se ukapale u susedna sela, dok su se u groblja u Komoranima ukapali seljani iz susednih sela. Do izgradnje novog groblja, katolici su se ukapali u susedno groblje Zabrišće.
Pravoslavno groblje ili Jankovića Greblje je omanje i sa 7 stećaka nepravilne forme i utonulih u zemlju. U njemu su spomenici i krstovi iz 1797. i 1803. godine. Groblje je jako zapušteno, a grobnice oštećene. Specifično je po tome što se u njega nikad nisu ukapali pravoslavci iz Komorana, niti je Jankovića bilo u selu. U to groblje su se ukapali Jankovići iz susednih Grboreza (niko od tog prezimena ne živi u okolici, ali potomci posećuju i uređuju grobove). Pravoslavci iz sela su se ukopavali u susedni Guber. Izvan sela se nalazi i Petrino Greblje koje opet nikad nisu koristili katolici iz sela. Legenda govori o nastanku tog groblja: na tom su mestu iz zasede ubijeni svatovi koji su išli iz Gubera prema Grborezima, gde su i sahranjeni. Muslimanskog groblja ovde nema. Pokapaju se na groblju u obližnjim Grborezima.

## Spoljašnje veze
- Livno — zanimljivosti